# Бенкович, Рок
Рок Бе́нкович (словен. Rok Benkovič; род. 20 марта 1986 года, Любляна, Югославия) — словенский прыгун с трамплина, чемпион мира.

## Карьера
Прыжками на лыжах начал заниматься в одиннадцатилетнем возрасте. В декабре 2001 года дебютировал на кубке мира, выступив на этапе в итальянском Предаццо. Первый старт словенец завершил 48-м, а день спустя, на том же трамплине набрал первые очки мирового кубка, заняв 26-е место.
В 2003 году, на молодёжном чемпионате мира в Соллефтео Бенкович стал серебряным призёром, уступив два балла австрийцу Томасу Моргенштерну. В том же году словенец выступил на своём первом чемпионате мира, который проходил в Италии, но особых успехов не снискал.
Куда более успешным было выступление словенца на следующем чемпионате, который проходил в Оберстдорфе. В индивидуальных состязаниях на среднем трамплине Бенко уже в первом прыжке прыгнул на 101 метр (это рекорд остаётся невпревзойденным уже более 8 лет), а во втором защитил свои позиции, став чемпионом мира. В командном турнире Рок вместе с партнёрами по команде также не остался без медали, завоевав бронзу.
Подобные достижения словенца оказались единственными в карьере. Год спустя, на Олимпиаде на среднем трамплине Бенко занял предпоследнее, 49-е место, на большом трамплине он стал 29-м, а сборная Словении лишь замкнула сильнейшую десятку.
В период с 2005 до 2007 год Бенкович был рекордсменом Словении по дальности прыжка (226 метров), но этот рекорд у него перехватил Роберт Краньец. 
Весной 2007 года объявил о завершении профессиональной карьеры. 